# 栖霞区
栖霞区位于中國江蘇省南京东北部。栖霞区北临长江，东界镇江句容市，西连玄武区与鼓楼区，南接江宁区。栖霞区源于中华民国时期的第九区（燕子矶区）和第十区（孝陵区）。區人民政府駐仙林街道文枢东路1号。区域总面积为395.44平方公里。
栖霞区是中国重要的科教中心和航运中心，华东地区现代工业、科技、人才集中区，华东地区重要的先进制造业基地、世界级光电显示产业基地、国家级长江航运物流枢纽，是以医药电子、机械制造、港口运输、建材工业、风景名胜、生态农业为主要职能的现代化江滨区。

## 行政区划
栖霞区下辖9个街道办事处：
尧化街道、马群街道、迈皋桥街道、燕子矶街道、栖霞街道、龙潭街道、仙林街道、八卦洲街道和西岗街道。

## 人口
2020年第七次全国人口普查：棲霞區常住人口99.74萬人，比上年增長0.97%。人口出生率4.94‰，死亡率3.32‰，人口自然增長率1.62‰，比上年增長3.71個千分點。城鎮化率93.75%，比上年增長0.05個百分點。

## 地理環境
栖霞区地质构造属宁镇褶皱带。地势起伏大，地貌类型多。地形大势为南高北低。境内无海拔300米以上低山。

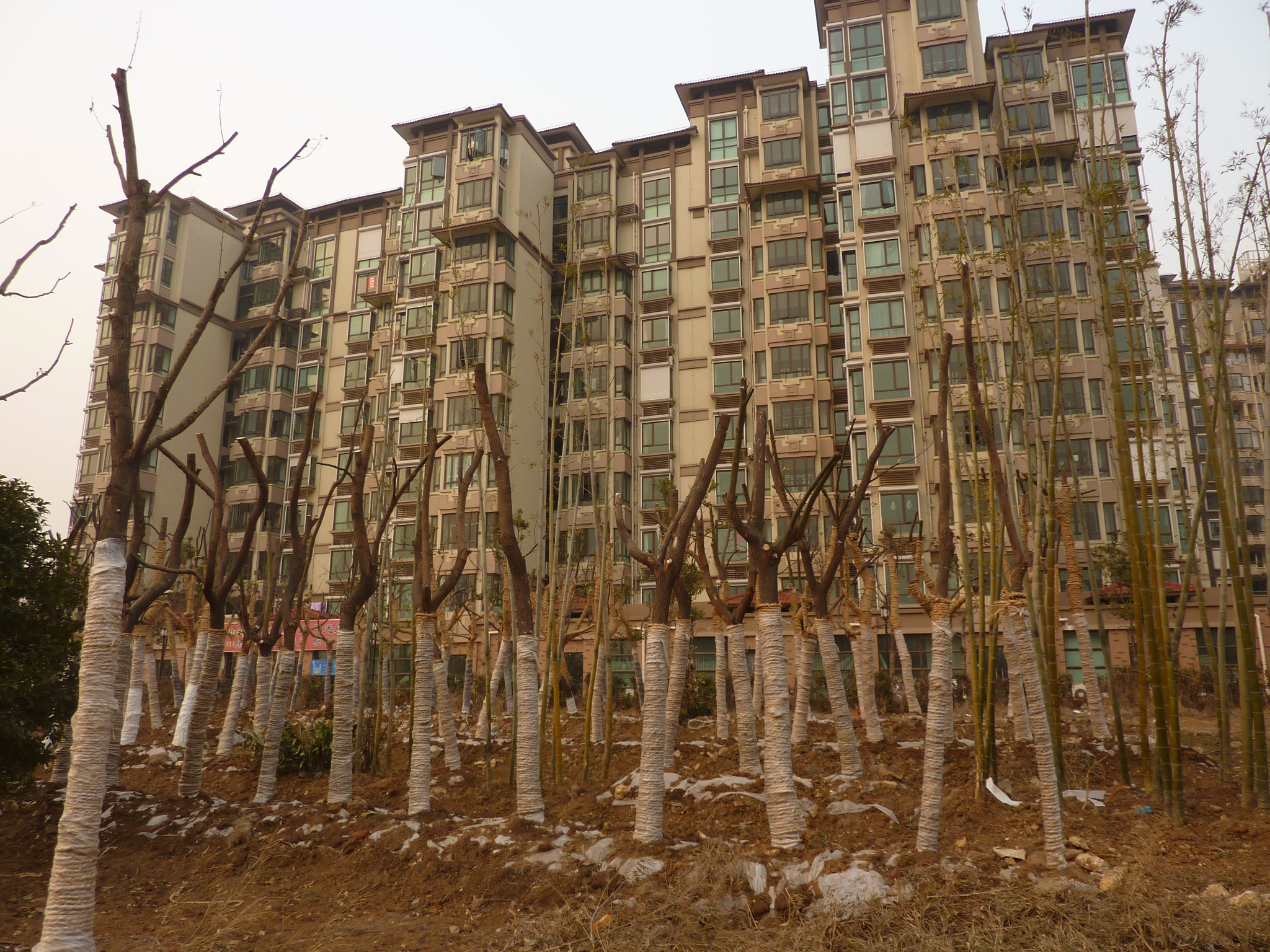
秋季的栖霞区(金馬路站)

栖霞区属北亚热带湿润气候带和季风环流的海洋性气候区，季风显著，冬冷夏热，四季分明，日照充足，水资源充沛。

## 交通

### 干线道路
- 南京绕城高速
- 宁洛高速
- 338省道

### 铁路
- 京沪铁路
- 宁铜铁路
- 沪宁高铁
- 南京城北铁路

### 航运
- 南京港马渡港区
- 南京港栖霞港区
- 南京港龙潭港区
- 南京港新生圩港区

### 地铁
- 南京地铁1号线
- 南京地铁2号线
- 南京地铁4号线
- 南京地铁7号线
- 南京地铁S6号线

## 教育
栖霞区是南京市重要的科技和人才集中区。
仙林大学城位於栖霞区西部，截至2017年11月，已有南京大学、南京師範大學、南京财经大学、南京邮电大学、南京中医药大学、南京森林警察学院、南京理工大学紫金学院、南京审计学院金审学院、南京工业职业技术学院、南京信息职业技术学院、应天职业技术学院、南京技师学院等院校及其校区入驻。

## 景点
- 栖霞山
- 栖霞寺
- 棲霞寺舍利塔
- 燕子矶
- 南朝石刻
- 二橋公園
- 幕府山